# Грушівська сільська рада (Первомайський район)
Гру́шівська сільська́ ра́да — орган місцевого самоврядування в Первомайському районі Миколаївської області. Адміністративний центр — село Грушівка.

## Загальні відомості
- Населення ради: 1 150 осіб (станом на 2001 рік)

## Населені пункти
Сільській раді підпорядковані населені пункти:
- с. Грушівка

## Склад ради
Рада складається з 16 депутатів та голови.
- Голова ради: Лебеденко Неля Володимирівна
- Секретар ради: Вовченко Альона Михайлівна

### Керівний склад попередніх скликань
Примітка: таблиця складена за даними сайту Верховної Ради України

### Депутати
За результатами місцевих виборів 2010 року депутатами ради стали:

#### За суб'єктами висування
| Суб'єкт висування                                       | Кількість обраних депутатів | %    |
| ------------------------------------------------------- | --------------------------- | ---- |
| Самовисування                                           | 8                           | 50   |
| Партія регіонів                                         | 5                           | 31,3 |
| Комуністична партія України                             | 2                           | 12,5 |
| Політична партія Всеукраїнське об'єднання «Батьківщина» | 1                           | 6,3  |

#### За округами
| № округу                                                | Прізвище, ім'я, по батькові     | Дата визнання обраним | Освіта             | Партійна приналежність                        | Відомості про обраного депутата                     |
| ------------------------------------------------------- | ------------------------------- | --------------------- | ------------------ | --------------------------------------------- | --------------------------------------------------- |
| Комуністична партія України                             |                                 |                       |                    |                                               |                                                     |
| 7                                                       | Коваленко Галина Михайлівна     | 02.11.2010            | середня спеціальна | член Комуністичної партії України             | пенсіонер                                           |
| 12                                                      | Багнюк Марія Анатоліївна        | 02.11.2010            | вища               | член Комуністичної партії України             | пенсіонер                                           |
| Партія регіонів                                         |                                 |                       |                    |                                               |                                                     |
| 9                                                       | Кирилова Ірина Володимирівна    | 02.11.2010            | вища               | член Партії регіонів                          | Грушівська сільська рада, головний бухгалтер        |
| 10                                                      | Затяжчук Наталія Андріївна      | 02.11.2010            | середня спеціальна | позапартійна                                  | Грушівська фельдшерсько-акушерський пункт, акушерка |
| 11                                                      | Амілофанова Людмила Андріївна   | 02.11.2010            | середня спеціальна | член Партії регіонів                          | Грушівська сільська рада, землепорядник             |
| 13                                                      | Колихалов Віктор Васильович     | 02.11.2010            | середня            | позапартійний                                 | пенсіонер                                           |
| 16                                                      | Козакова Любов Володимирівна    | 02.11.2010            | середня спеціальна | позапартійна                                  | тимчасово не працює                                 |
| Політична партія Всеукраїнське об'єднання «Батьківщина» |                                 |                       |                    |                                               |                                                     |
| 1                                                       | Касьяненко Анжела Анатоліївна   | 02.11.2010            | середня            | член Всеукраїнського об'єднання «Батьківщина» | тимчасово не працює                                 |
| Самовисування                                           |                                 |                       |                    |                                               |                                                     |
| 2                                                       | Андрусенко Андрій Миколайович   | 02.11.2010            | вища               | позапартійний                                 | НПП «Бузький гард», голова                          |
| 3                                                       | Вітович Андрій Миколайович      | 02.11.2010            | вища               | позапартійний                                 | Військова частина А4619, охоронець                  |
| 4                                                       | Лебеденко Неля Володимирівна    | 02.11.2010            | вища               | позапартійна                                  | Грушівська сільська рада, секретар                  |
| 5                                                       | Вітович Тетяна Євгеніївна       | 02.11.2010            | середня спеціальна | позапартійна                                  | Грушівська школа, повар                             |
| 6                                                       | Волкова Вікторія Володимирівна  | 02.11.2010            | середня спеціальна | позапартійна                                  | тимчасово не працює                                 |
| 8                                                       | Василевська Олена Олександрівна | 02.11.2010            | середня спеціальна | позапартійна                                  | Первомайський водоканал, оператор                   |
| 14                                                      | Стеценко Валентина Вікторівна   | 02.11.2010            | середня спеціальна | позапартійна                                  | тимчасово не працює                                 |
| 15                                                      | Крушильницький Ігор Олегович    | 02.11.2010            | вища               | позапартійний                                 | Грушівська школа, вчитель                           |